# Marcus Berg
Bengt Erik Markus Berg (Torsby, 17 de agosto de 1986) é um ex-futebolista sueco que atuava como centroavante.
Representou a Seleção Sueca na Euro 2016, Euro 2020, bem como na Copa do Mundo de 2018.

## Carreira
Berg iniciou a sua carreira profissional em 2005, quando tinha apenas dezoito anos, atuando no Göteborg. Duas temporadas depois, terminou como artilheiro do Campeonato Sueco, quando marcou catorze golos, juntamente com o beninense Razak Omotoyossi e, também conquistou o título, que havia sido conquistado pela última vez onze épocas atrás.
Logo após a sua última temporada no Göteborg, Berg recebeu uma proposta do futebol holandês. Foi anunciado no dia 10 de agosto de 2007 como novo reforço do modesto Groningen, da Holanda, que pagou dois milhões e meio de euros. Na sua primeira temporada no clube, terminou como melhor marcador da equipa com quinze tentos, em vinte e cinco partidas. Na temporada seguinte, conseguiu repetir o desempenho da temporada anterior, tendo marcado um vez a mais numa partida a mais também.
Depois do bom desempenho no Campeonato Europeu Sub-21, onde foi semifinalista, melhor marcador e eleito o melhor jogador, Berg foi contratado pelo Hamburgo, da Alemanha, acertando um contrato de cinco temporadas, com valores não revelados, mas segundo o diretor da equipa holandesa, Hans Nijland, foi a maior da história do clube.
Na sua época de estreia, teve um desempenho abaixo do esperado, marcando apenas dez vezes durante toda a temporada. Na temporada seguinte, acabou por voltar ao futebol holandês, sendo emprestado durante uma temporada ao PSV Eindhoven.

### Al Ain
Pelo Al Ain, Berg disputou o Mundial de Clubes da FIFA de 2018. Marcou dois gols durante a competição, um contra o Team Wellington e outro contra o River Plate, levando sua equipe à final e sendo vice após perderem de 4 a 1 do Real Madrid.

## Seleção Nacional
Pela Seleção Sueca, recebeu sua primeira convocação no ano de 2008, mas não obteve destaque. Em 2009 disputou com a Suécia o Campeonato Europeu Sub-21, onde estreou marcando três gols contra a Bielorrússia, terminando como artilheiro e melhor jogador. Após a aposentadoria do ídolo Zlatan Ibrahimović da Seleção, Berg foi o artilheiro da Suécia nas Eliminatórias da Copa do Mundo de 2018, com 8 gols marcados. Na Copa do Mundo, acabou sendo eliminado com sua equipe diante da Inglaterra (2 a 0) durante as quartas de final.

## Títulos
Göteborg
- Campeonato Sueco: 2007

### Prêmios individuais
- Melhor jogador do Campeonato Europeu Sub-21: 2009
- Artilheiro do Campeonato Europeu Sub-21: 2009 (7 gols)
- Artilheiro do Campeonato Sueco: 2007 (14 gols)